# Српски књижевници у Мађарској
Српски књижевници у Мађарској. Под овим називом подразумевају се писци, песници и преводиоци који су рођени након распада Аустроугарске монархије у Мађарској. После нестанка црно-жуте империје Хабзбурговаца, велики део „пречанских“ Срба се нашао у Краљевини Срба, Хрвата и Словенаца, док је мањи постотак остао у Мађарској и Румунији. Са територије данашње Мађарске знатан део Срба, међу њима и веома велики број интелектуалаца, путем оптације, преселио се у новонасталу Краљевину СХС. Након ових судбоносних дешавања књижевно стваралаштво Срба у Мађарској је маргинализовано. Тако, у периоду између два светска рата тешко да се може говорити о уметничкој литератури Срба у Мађарској. Поновно оживљавање српске поезије и прозе у Мађарској почиње тек од шездесетих година 20. века а које траје и данас.

## Стојан Д. Вујичић(Помаз, 1933 -Рим, 2002)
Један од најугледнијих српских књижевника у Мађарској. Завршио Славистику у Будимпешти. Био је сарадник Мађарске академије наука. Био је покретач књижевног листа Невен и оснивач Задужбине Јакова Игњатовића у Будимпешти. Вујичић је био познати српски песник, преводилац, антологичар, истраживач књижевне историје Срба у Угарској и стручњак српско-мађарских културних и литерарних веза.
Књиге
- Расточење (Београд 1973, Будимпешта, 1993) - песме
- Јочеф Секач - Вук Стефановић Караџић: Српске народне песме (Нови Сад, 1986) - студије
- Срби у Будиму и Пешти (Будимпешта, 1997) - културна историја
- Elillant évek szőlőhegyén (Будимпешта, 1997) - есеји, студије

## Љубинко Галић(Сантово, 1922 — Сантово, 1983)
Завршио Богословију у Сремским Карловцима. Био је православни свештеник у родном месту Сантову, где је писао дечје и разне пригодне песме по узору на српске романтичаре, поготово под утицајем Јована Јовановића Змаја. Нема самосталну збирку. 
Књиге
- У коло (Будимпешта, 1969) - антологија песама
- Сунчана поља (Будимпешта, 1980) - антологија дечје поезије

## Предраг Степановић(Мохач, 1942)
Студирао је славистику у Печују и Будимпешти. Доцент је на Катедри за славистику при Универзитету ЕЛТЕ у Будимпешти. Врсни је лингвиста. Био је уредник рубрике за културу Народних новина, недељника Срба, Хрвата и Словенаца у Мађарској (1986 - 1989). Од 1991. године уређује исту рубрику у Српским народним новинама. Према његовом роману
Преполовљени снимљен је играни филм, тако је Степановић био први српски књижевник из Мађарске по чијем је књижевном делу настао филм.
Књиге
- Преполовљени (Будимпешта, 1982) - роман
- Малоградске и друге приче (Будимпешта, 1984) - приповетке
- Записи једног читаоца (Будимпешта, 1994) - есеји, критике
- Приче о малом зецу (Београд) - прича за децу
- Говори Срба и Хрвата у Мађарској (Београд) - студија
- Говори Срба у Мађарској (Будимпешта, 2000) - студија
- Живети у Мохачу (Будимпешта, 2006) - роман
- Усудне речи (Будимпешта, Београд, 2008) - приповетке

## Петар Милошевић(Калаз, 1952)
Дипломирао је на Славистици у Будимпешти на Универзитету ЕЛТЕ. Доцент је на Катедри за славистику при Универзитету ЕЛТЕ. Уређивао је рубрику „Култура“ у заједничким Народним новинама, а касније од маја 1991. до априла 1999. године био је главни уредник Српских народних новине, недељника у Мађарској. Од маја 2003. главни уредник је прилога Српских народних новина Невен. Веома је активан на пољу издавачке делатности, уредник је многих антологија и хрестоматија књижевности Срба (и Хрвата) у Мађарској. Аутор је бројних студија о литератури Срба (и Хрвата) у Мађарској. 
Књиге
- Сентандрејски типик (Нови Сад, 1990) - песме
- Огледи и критике - о савременој књижевности Срба и Хрвата у Мађарској (Будимпешта, 1991)
- Наћи ћу другог (Будимпешта, 1994) - приповетке
- Лондон, Помаз (Нови Сад-Будимпешта 1994)- роман
- Ми же Сентандрејци (Нови Сад-Будимпешта, 1997) - роман
- Битка за Сулејмановац (Нови Сад-Будимпешта, 2001) - роман
- Веб-сајт стори (Београд-Будимпешта, 2001) - роман
- Поезија апсурда (Васко Попа) (Београд, 2005, 2007) - књижевна студија
- Од десетерца до хипертекста (Будимпешта, 2007) - књижевне студије
- Данас, јуче, прекјуче (Будимпешта, 2008) - скице и есеји о нашој књижевности у Мађарској
- Сторија српске књижевности (Београд, Будимпешта, 2010) - књижевна историја

Препеви и песме
- Авала експрес (1996)
- Матурски састанак (1997)

Хрестоматије и антологије
- На другој обали (Београд.Ваљево, 1984)
- Где нестаје глас? (Будимпешта, 1984)
- Сеоба Срба (Будимпешта, Београд, 1990)
- Будилник (Будимпешта, 2007)

## Војислав Галић (Сантово, 1956)
Завршио је Богословију и Теолошки факултет у Београду. Свештеник је у Сентандреји. Секретар је Епархије будимске у чину протојереја-ставрофора. Уређивао је рубрику „Православље“ Српских народних новина. 
Књиге
- Вертоград на Дунаву (Будимпешта, 1993)

## Никола Радосав (Батања, 1959)
Дипломирао на Правном факултету у Будимпешти. Директор је Старатељства за незбринуту децу у главном граду Мађарске.
Књиге
- Расцепане жице на шљунак падају (Печуј, 1989) - песме
- Расположења без икаквог оквира (Печуј, 1990) - песме
- Детињство Томислава (Будимпешта, 1993) - песме
- Последњи кнез (Будсимпешта, 1994) - песме
- Источне разгледнице (Будимпешта, 1996) - песме

## Радован М. Филаковић (Сантово, 1960)
Завршио је Српскохрватску гимназију у Будимпешти. Студирао је на Високо наставничкој школи у Печују. Писао је песме од гимназијских дана. Нема самосталну збирку.
Књиге
- Где нестаје глас? (Будимпешта, 1984) - антологија младих песника
- На другој обали (Београд-Ваљево, 1984) - хрестоматија послератне књижевности на српскохрватском језику у Мађарској

## Драгомир Дујмов(Сентеш, 1963)
Дипломирао је у Новом Саду на групи Југословенске књижевности и српски језик. Ради као проферсор у Српској гимназији у Будимпешти. Уређује рубрику за децу у Српским народним новинама.
Књиге
- Сунце се небом бори (Будимпешта, 1992) - песме
- Немир боја (Будимпешта, 1997) - песме
- Меридијани (Будимпешта, 2000) - песме
- Бели путеви (Будимпешта, 2000) - роман
- Згужвано доба (Будимпешта, 2002) - приповетке
- Воз савести (Будимпешта, 2005) (Будимпешта,2009 - преправљено издање) - роман
- Превозник тајни (Будимпешта, 2005) - приповетке
- Чувар пештанског кандила (Будимпешта, 2005) - есеји о Стојану Д. Вујичићу
- Раскршће (Будимпешта, 2006) - роман
- Будимске приче (Будимпешта, 2007) - приповетке
- Заборављени српски листови у Будимпешти 1866-1918 (Будимпешта, 2007) - студија
- Сантовачки летопис са допуном (Будимпешта, 2010) - студија
- Храм Светог великомученика Георгија у Будимпешти (коаутор о. Зоран Остојић) (Будимпешта, 2011) - студија
- Будимпештом српски знамен (Будимпешта, 2012) - есеји, легенде, приповетке

Либрето
- Пастир вукова - Свети Сава (Будимпешта, 1994) - рок опера

## Милан Рус (Сегедин, 1963)
Студирао је на Академији драмске уметности у Новом Саду, а дипломирао је у Будимпешти. Оснивач је и директор Српског позоришта у Мађарској. Почео је писањем песама, а затим је наставио да пише и друге жанрове. Аутор је запажених позоришних комада. Први је у историји српске културе написао пасију (сценско музички приказ живота и страдања Исуса Христа). Аутор је музике и либрета за прву српску рок-оперу, а потом је компоновао и написао и музику, текст, те либрето за прву српску оперету. Његова дела успешно су извођења на репертору Српског позоришта у Будимпешти. Ангажован је у бројним позориштима мађарске престонице. Нема самосталну збирку.
Књиге
- Где нестаје глас? (Будимпешта, 1984) - антологија
- На другој обали (Београд-Ваљево, 1984) - хрестоматија

Позоришна дела
- Сентандрејско јеванђеље (Будимпешта, 1993) - пасија
- Пастир вукова - Свети Сава (Будимпешта, 1994) - рок-опера
- Сомборска ружа (Будимпешта, 1998) - оперета
- Пештански орфеум (Будимпешта, 2000) - кабаре
- Милионер Микица (Будимпешта, 2001) - мјузикл

## Милан Степанов (Ђур, 1967)
Дипломирао је на Филолошком универзитету у Београду. Био је уредник рубрике „Култура“ у Српским народним новинама. Од маја 1999. године главни уредник је српског недљника у Мађарској. Предаје на Учитељској школи у Будимпешти.
Књиге
- Заграде (Београд, 1994) - песме
- Живот оца Радована (Београд 1994) - биографија о. Радована Степанова
- Маузолеј (Београд, 1997) - роман